# Aïn Chouhada
Aïn Chouhada est une commune de la wilaya de Djelfa en Algérie au frontières de la wilaya de Laghouat.